# 아오키촌 (사이타마현)
아오키촌(青木村)은 사이타마현 기타아다치군에 존재했던 촌이다.  
1933년(쇼와 8년) 4월 1일 가와구치시(川口市) 탄생에 따른 합병으로 소멸하였다. 현재 구 촌 지역은 '아오키 지역'이라고 불린다. 현재의 가와구치 시청은 구 가와구치주쿠가 아닌 구 아오키무라 지역에 소재하고 있다(이전의 구 가와구치정 관공서는 중앙지구의 현 사카에정 공민관 위치에 설치되어 있었다).

## 역사
- 1889년 4월 1일 - 정촌제 시행에 수반해 기타아다치군 아오키촌이 성립하였다.
- 1933년 4월 1일 - 기타아다치군 가와구치정, 요코조네촌, 미나미히라야나기촌과 합병, 시로 승격해 가와구치시가 성립하였다.